# Ерув
Еру́в (на иврит: עירוב‎) в юдаизма е ритуално заграждение, издигано от някои ортодоксални общества, за да могат еврейските жители да носят предмети извън собствените си къщи по време на Йом Кипур, Шабат или други празници. Ерувът работи, като обединява ред частни и публични собствености в по-голям частен район, избягвайки по този начин ограниченията за носене на предмети от частна към публична собственост по време на празници. Ерувът позволява на религиозните евреи да носят със себе си ред неща, сред които ключове, кърпички, лекарства, бебета, бастуни и други. Следователно присъствието или отсъствието на ерув засяга хората, които са трудно подвижни и тези, които се грижат за бебета и деца.
В действителност, присъствието на ерув не е видимо за повечето хора, с изключение на стриктните евреи. Все пак, ерувът може да бъде проблем за някои хора, които виждат в него религиозно завземане на публично пространство.